# DreamWorks Classics
Classic Media, devenu en 2012 Dreamworks Classics, est une société de production et de distribution fondée en 2000 et rachetée en 2012 par DreamWorks Animation.

## Début
Classic Media est fondée en 2000 par Eric Ellenbogen qui a travaillé pour les Studios Universal, Frank Biondi de Viacom et le producteur Steve Tisch. La société rachète dans un premier temps UPA qui possède les droits de Mister Magoo. En 2001, elle rachète les droits sur une partie des personnages de Harvey Comics, essentiellement les personnages pour la jeunesse comme Casper le gentil fantôme ou Richie Rich,. Elle achète ensuite Big Idea Entertainment . En 2005, elle est recapitalisée par les investisseurs Spectrum Equity et Pegasus Capital Advisors. En 2006, elle est rachetée par la société britannique Entertainment Rights mais celle-ci fait faillite en 2009 et est racheté par Boomerang Media fondée par Eric Ellenbogen et John Engelman. En 2012, Classic Media est vendu à DreamWorks Animation et est renommé Dream Works classics.